# Ansgar Puff
Ansgar Puff, né le 8 janvier 1956 à Mönchengladbach (Rhénanie-du-Nord-Westphalie, Allemagne), est un prélat catholique allemand, évêque auxiliaire de Cologne depuis 2013.

## Biographie
Diplômé de l'Aloisiuskolleg à Bad Godesberg, il étudie le travail social à Cologne. Pendant ses études, il vit avec les Franciscains dans une zone défavorisée à du quartier de Vingst. Il étudie ensuite la philosophie et la théologie catholique à l'université de Bonn.
Le 26 juin 1987, est ordonné prêtre par  Walter Jansen (de). Durant quatre années, il exerce la charge d'aumônier à Saint-Bruno de Cologne, dans la montagne de Velcro, et, en 1991, à Saint-Theodor de Cologne-Vingst. Le 1er septembre 1996, il devient le curé principal des paroisses de Saint-Pie X, Saint-Joseph et Saint-Apollinaire à Düsseldorf.
Le 1er mai 2012, il est nommé vicaire général et directeur départementale du personnel pastorale par le cardinal Joachim Meisner. Cette année, le pape Benoît XVI le titre Chapelain de Sa Sainteté.
Le 14 juin 2013, le pape François le nomme évêque titulaire de Gordus (de) et évêque auxiliaire de Cologne. Le 21 septembre 2013, le cardinal Meisner, assisté de Manfred Melzer et Dominik Schwaderlapp, le consacre ainsi dans la cathédrale de Cologne. Il choisit alors comme devise « Misericordia sua Salvat » (« Sauvé par sa miséricorde »), tirée de la lettre de Paul à Tite (Tite 3.5 UE).
Le 22 septembre 2013, il devient membre du chapitre de la cathédrale. Comme vicaire épiscopal, Ansgar Puff est responsable du district pastoral sud de l'archidiocèse de Cologne, de la ville de Bonn, du district de Euskirchen, de Rhein-Sieg et du district de Rheinisch Bergisch.
En février 2014, il est nommé président de la branche diocésaine de l'association Caritas.

### Source de la traduction
- (de) Cet article est partiellement ou en totalité issu de l’article de Wikipédia en allemand intitulé « Ansgar Puff » (voir la liste des auteurs).